# Pageant
Pageant är ett engelskt ord som skiftat betydelse genom tiderna.
I äldre tid syftade det på en dramatisk föreställning, numera vanligen på en praktföreställning, ett lysande skådespel, en högtidlig och praktfull procession, ett festtåg eller en parad. 